# Zédoaire
Curcuma zedoaria
Espèce
Classification phylogénétique
La zédoaire (Curcuma zedoaria) est une espèce de plantes à fleurs du genre Curcuma et de la famille des Zingibéracées. C'est une plante herbacée rhizomateuse vivace originaire de l'Inde et de l'Indonésie.

## Description
La zédoaire pousse dans les forêts pluvieuses tropicales et subtropicales. Ses fleurs parfumées sont jaunes avec des bractées rouges et vertes. Le rhizome est tubéreux et très ramifié. Les feuilles sont grandes, alternes et entières et les tiges aériennes dressées peuvent atteindre 1 m de haut.

## Utilisation
La zédoaire est une plante connue depuis l'Antiquité. On retrouve des mentions de cette plante dans les manuscrits et dans la pharmacopée médiévale. Hildegarde de Bingen l'appelle "Zituar" et la mentionne dans son ouvrage Physica, mettant en avant ses vertus sur le système digestif et les "lourdeurs de l'estomac". 
Le rhizome comestible de la zédoaire est de couleur orange vif à l'intérieur et son odeur rappelle celle de la mangue. Mais sa saveur ressemble plutôt au gingembre, avec un arrière-goût très amer. En Indonésie, on le réduit en poudre et on l'utilise comme épice dans la préparation du curry, tandis qu'en Inde, on le consomme plutôt frais ou mariné. Les jeunes feuilles sont aussi comestibles et ont un goût citronné.
Cette épice a été introduite en Europe par les Arabes vers le VIe siècle, mais son utilisation est maintenant très rare en occident, où elle a été remplacée par le gingembre.
La zédoaire est aussi utilisée comme plante médicinale dans certaines pharmacopées traditionnelles orientales. Elle est réputée pour aider à la digestion, soulager les coliques et purifier le sang.

## Synonymes
- Amomum zedoaria Christm. in G.F.Christmann & G.W.F.Panzer, Vollst. Pflanzensyst. 5: 12 (1779).
- Curcuma malabarica Velay., Amalraj & Mural., J. Econ. Taxon. Bot. 14: 189 (1990).
- Curcuma raktakanta Mangaly & M.Sabu, J. Econ. Taxon. Bot. 12: 475 (1988 publ. 1989).
- Curcuma speciosa Link, Enum. Hort. Berol. Alt. 1: 3 (1821), nom. superfl.

## Galerie

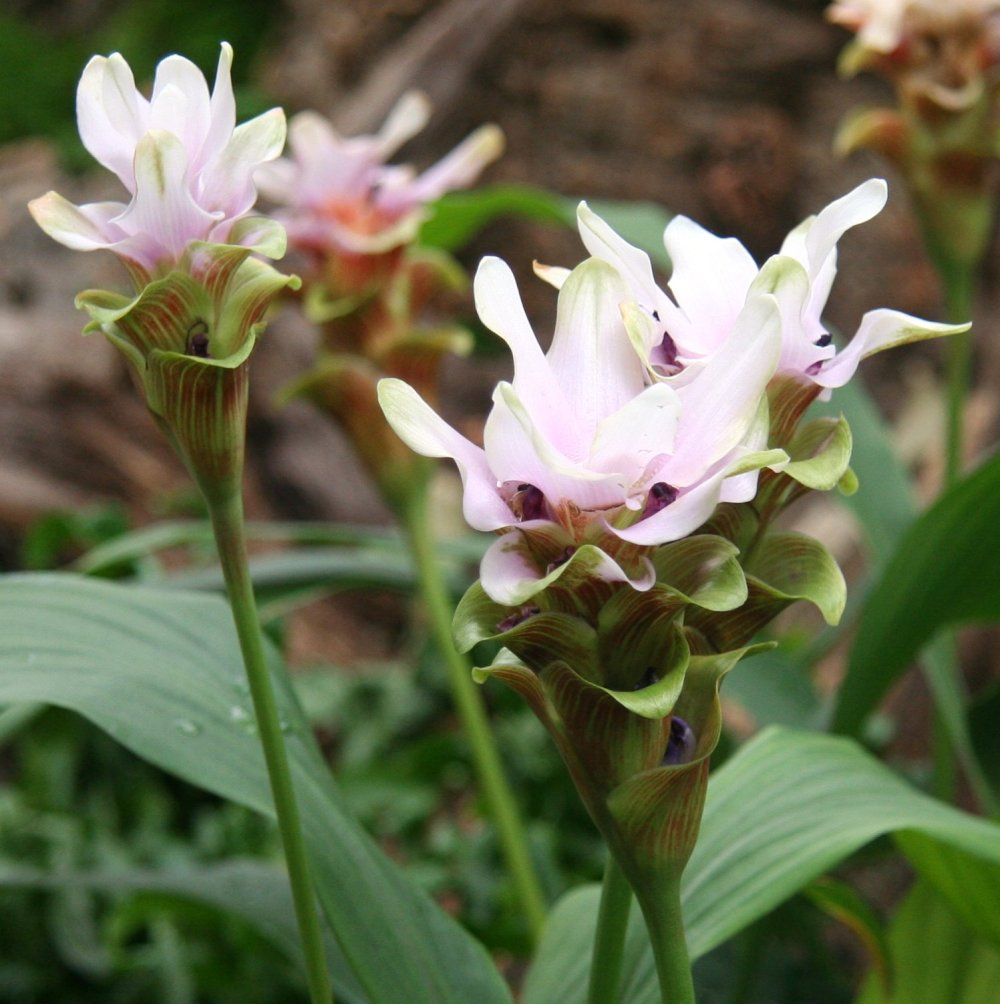
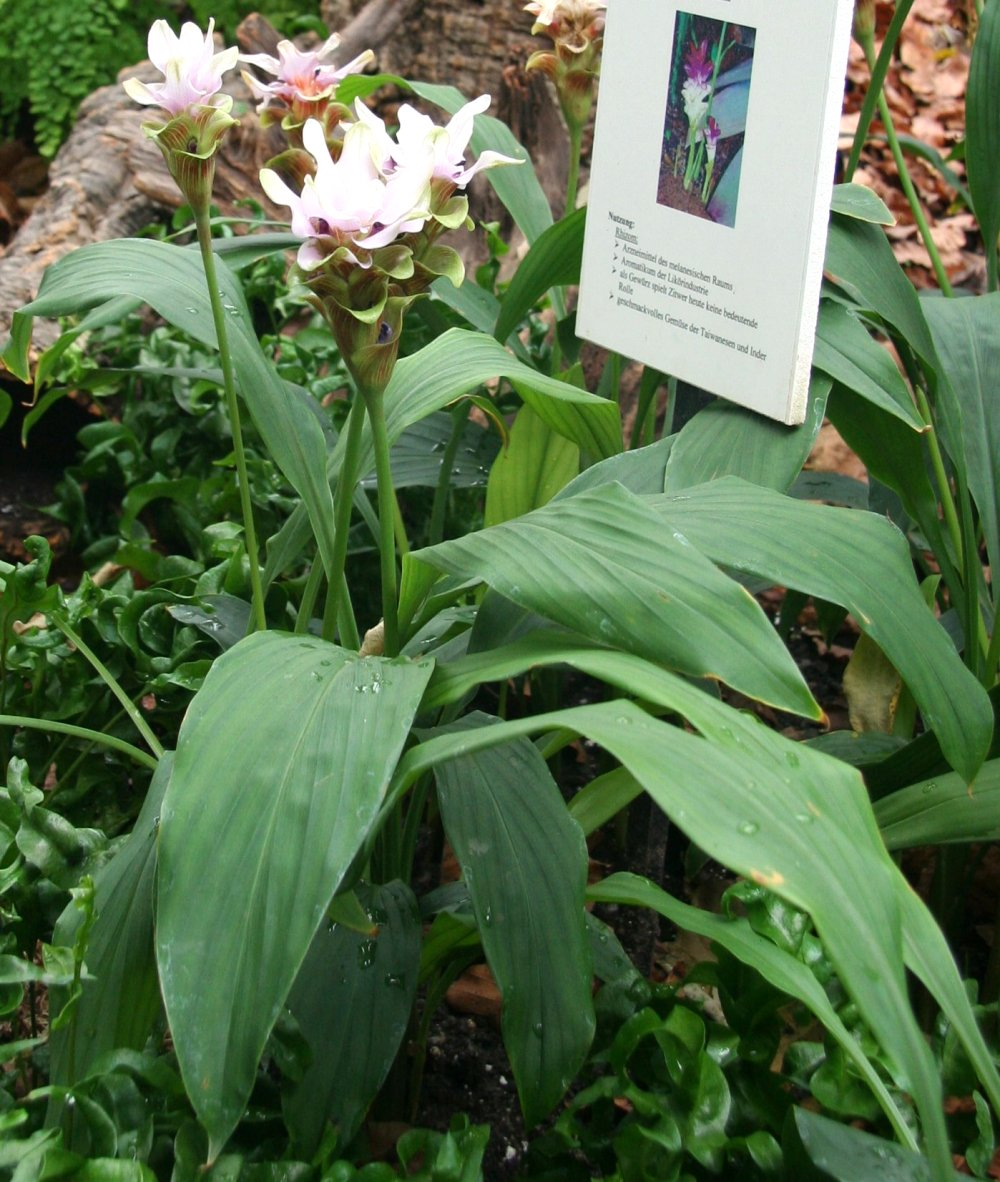
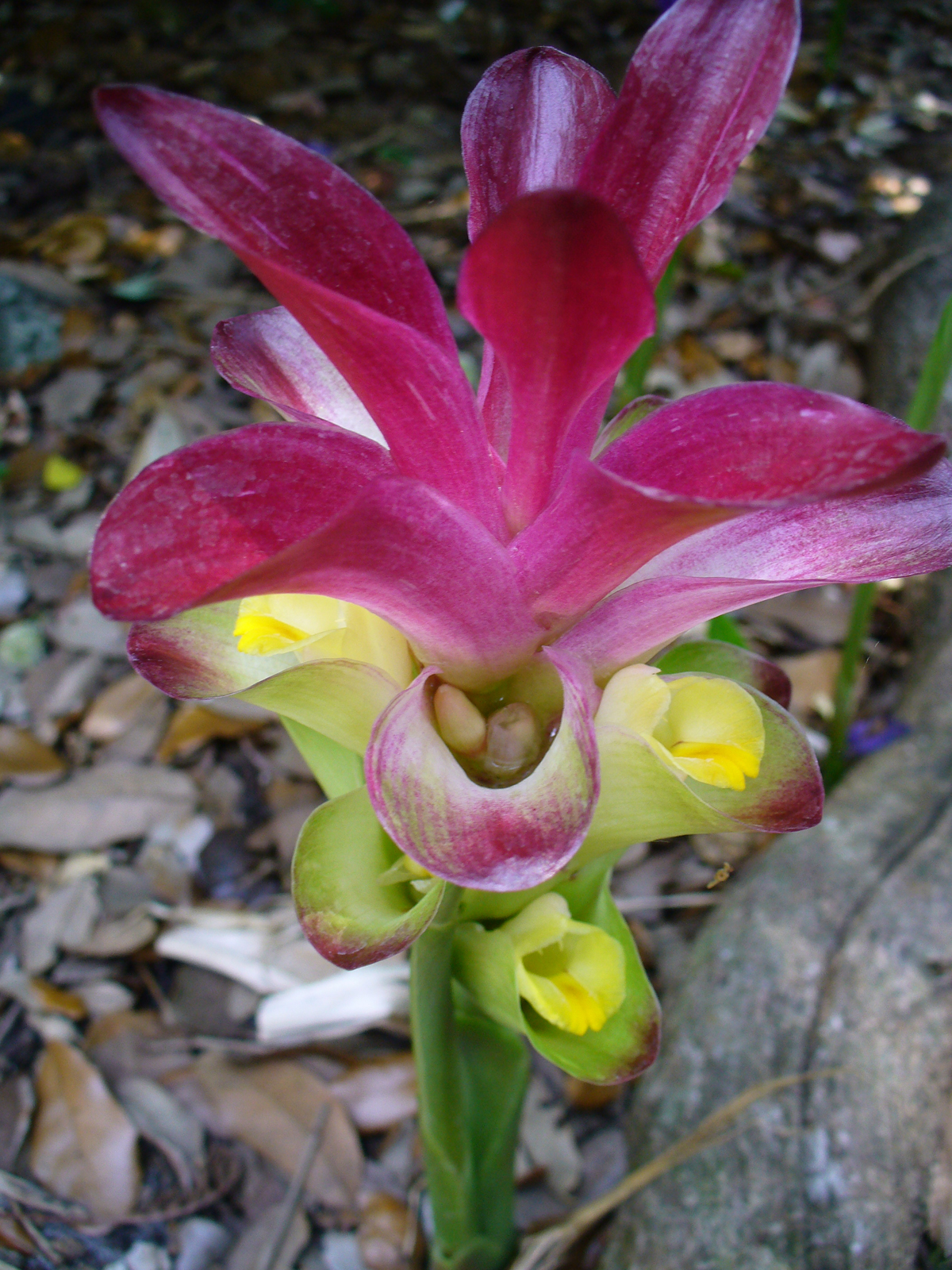